# San Leonardo (Nueva Ecija)
Pour les articles homonymes, voir San Leonardo (homonymie).
San Leonardo est une localité de la province de Nueva Ecija, aux Philippines. En 2015, elle compte 65 299 habitants.